# Anja Schiemann (Juristin)
Anja Schiemann (* 1967 in Bad Homburg vor der Höhe als Anja Sya) ist eine deutsche Juristin und Lehrstuhlinhaberin für Strafrecht, Strafprozessrecht und Kriminalpolitik am Institut für Strafrecht und Strafprozessrecht der Universität zu Köln. Zuvor war sie Leiterin des Fachbereichs „Strafrecht, Strafprozessrecht und Kriminalpolitik“ an der Deutschen Hochschule der Polizei in Münster.

## Leben
Schiemann studierte zwischen 1987 und 1992 Rechtswissenschaften an der Johann Wolfgang Goethe-Universität in Frankfurt am Main, wo sie ebenfalls ihr Referendariat beim Landgericht Frankfurt am Main bis 1995 absolvierte. 
Im gleichen Jahr erhielt sie ihre Zulassung als Rechtsanwältin und nahm eine Tätigkeit als Redakteurin beim  Verlag C. H. Beck an. Im Jahr 2000 promovierte sie bei Klaus Lüderssen, zudem wurde Schiemann verantwortliche Redakteurin für das strafrechtliche Ressort der Neuen Juristischen Wochenschrift (NJW).
Parallel zu ihrer Tätigkeit als Redakteurin war sie zwischen 2001 und 2006 wissenschaftliche Mitarbeiterin am Lehrstuhl für Strafrecht, Kriminologie und Rechtspsychologie von Dirk Fabricius. Im Anschluss bis 2009 war sie als Rechtsanwältin in Euskirchen tätig. Von 2010 bis Februar 2014 arbeitete sie in einer Kanzlei in Düsseldorf.
Seit 2012 ist sie Privatdozentin an der Goethe-Universität Frankfurt am Main. Im gleichen Jahr habilitierte sie zu Unbestimmten Schuldfähigkeitsfeststellungen und erhielt die Venia legendi für Strafrecht, Strafverfahrensrecht und Kriminologie. 
Am 13. Februar 2014 überreichte ihr Gerd Thielmann, Vizepräsident der Deutschen Hochschule der Polizei, die Ernennungsurkunde zur Universitätsprofessorin.